# Julián Marchena
Julián Marchena Valle-Riestra (San José, 14 de marzo de 1897 - 5 de mayo de 1985) fue un destacado poeta costarricense. Muchas de las poesías de sus obras; como Vuelo supremo, Viajar, viajar; Lo efímero y Romance de las carretas; ya forman parte de la memoria colectiva de Costa Rica. Al igual que las Concherías de Aquileo J. Echeverría, Alas en fuga, su único libro, forma parte del repertorio de textos clásicos que son de amplio conocimiento en su país.

## Biografía
Julián Marchena nació en San José, 14 de marzo de 1897, se graduó como contador en el Liceo de Costa Rica, posteriormente estudió derecho durante cinco años pero nunca se graduó como abogado. Se casó primero con Victoria Meza Murillo y en segunda ocasión contrajo nupcias con María Segreda Víquez. De 1938 a 1967 y de 1974 a 1979 fungió como Director de la Biblioteca Nacional y fue miembro de la Academia Costarricense de la Lengua.
Publicó poemas de manera aislada, no fue hasta 1941 cuando estos fueron recopilados en un solo libro llamado Alas en Fuga. Dicho libro fue reeditado en 1965 y se le agregaron algunos poemas nuevos.  En 1963 se le otorgó el Premio Magón, máximo premio que otorga el Gobierno de Costa Rica en reconocimiento a la labor cultural de una persona.

## Fallecimiento
Julián Marchena falleció en San José, el 5 de mayo de 1985 a los 88 años de edad.

## Obra literaria
- Alas en Fuga (1941)

Este libro es de clara tendencia modernista. Sus poemas, aunque están muy finamente construidas, son de fácil interpretación. Por lo general, sus poesías están repletas de sonoridad, armonía, imágenes plásticas y numerosas metáforas. Sin embargo, prescinde de la retórica altisonante, de lo exótico y de lo mitológico. En la forma, Marchena respeta las fórmulas clásicas de la poesía y, en contenido, trata temas como el amor, el dolor y la libertad.

### Otras publicaciones
- Amor. 59 pp. 1982

- La biblioteca como medio de cultura: Trabajo leído en el Teatro Nacional con motivo de la Primera Feria Nacional del Libro, celebrada del 24 al 31 de agosto de 1954. Editor Editorial Atenea, 15 pp. 1954